# Г'юстон (клан)
Клан Г'юстон  (шотл. гел. Clan Houston) — один із шотландських кланів, що офіційно не має вождя, тому називається в Шотландії «кланом зброєносців».

## Історія клану Г'юстон

### Походження клану Г'юстон
Назва клану має територіальне походження, виникла від давнього середньовічного феоду в Ланаркширі. Цим феодом володів Гуго де Падіан, який, як вважають, жив у ХІІ столітті, володів землями Кілпетер. Приблизно з середини XIV століття ці землі стали називатися Г'юстон.
Сер Фінлей де Г'юстон у 1296 році присягнув на вірність королю Англії Едуарду I. Про це пишеться в документі «Рагман Роллс» 1296 року.
Замок Г'юстон був побудований на місці стародавнього цистерціанського абатства. Клан Г'юстон придбав землі і титул барона в Вітбурну, що в Західному Лотіані. Там будинок Г'юстонів знаходиться і досі; хоча він був перебудований у XVIII столітті.
Сер Патрік Г'юстон був з цього ж роду, він став ХІ вождем клану. Він одружився з Агнес Кемпбелл з Ардкінгласу.

### XVI—XVII століття
Під час англо-шотландської війни, сер Пітер Г'юстон воював разом з графом Ленноксом і був на правому фланзі в битві під Флодден в 1513 році, де він і був убитий.
Його син, сер Патрік Х'юстон, був Хранителем Королівської Печатки короля Джеймса V Шотландського. Але він з лордом Ленноксом влаштував інтригу проти короля, і був убитий в битві при Лінлітго.
Наступний вождь клану — сер Патрік, його онук, був посвячений у лицарі королевою Шотландії Марією Стюарт, яку і супроводжував у її поїздці до лорда Дарнлі в Глазго.
ХІХ вождь клану Г'юстон носив спеціально створений для нього титул баронета Нової Шотландії. Цей титул подарував йому король Чарльз II в 1668 році.
А його син, сер Джон, отримав посаду сокольничого в королеви Марії та її чоловіка, короля Вільгельма ІІІ Оранського.

### XVIII—XIX століття
V баронет Нової Шотландії Г'юстон був успішним купцем, маючи торгові інтереси в колоніях, що нині є територієї З'єднаних Держав Америки (ЗДА). Його син, який здобув освіту в Глазго, поселився в Джорджії (нині стейт ЗДА). Як і він, так і його брат значно збільшили колоніальні маєтки своєї родини. Вони, як вважають, мали більше 8 000 рабів, а коли тринадцять американських колоній оголосили про свою незалежність від Великої Британії, Г'юстони відмовилися від своїх шотландських титулів на користь американського громадянства. З цього роду походить генерал Сем Г'юстон, що народився в 1793 році, що боровся за незалежність Техасу від Мексики. Він був першим президентом Техасу, а потім сенатором ЗДА.
Сер Роберт Г'юстон, походив з другої гілки родини, так званої — Ренфрю. Він був відомим судновласником вікторіанської Англії, і продовжував носити титул баронета. Йому приписують розробку теорії конвоїв, яку використовували під час англо-бурської війни.

### Сучасність
Нинішній вождь клану — Джош Г'юстон, прийняв на себе виконавчі обов'язки вождя клану Г'юстон і визнаний герольдами Шотландії.